# .mo
.mo este un domeniu de internet de nivel superior, pentru Macao (ccTLD).